# 雷姆森堡 (紐約州)
雷姆森堡（英語：Remsenburg）是位於美國紐約州薩福克縣的非建制地區。

## 歷史
雷姆森堡的郵局自1895年營運至今。

## 地理
雷姆森堡所處的海拔為高於海平面3米（即10英呎），而該地所採用的時區為UTC-5，即北美东部时区（EST）。同時該地設有夏令時間，為UTC-5調快一小時，即UTC-4（EDT）。